# Władimir Biełogorcew
Władimir Fiodorowicz Biełogorcew, ros. Владимир Федорович Белогорцев (ur. 19 września 1879 w stanicy Ardonskaja w Rosji, zm. 22 lutego 1955 we Francji) – rosyjski wojskowy (generał major), oficer Rosyjskiego Korpusu Ochronnego podczas II wojny światowej.
Ukończył korpus kadetów w Tyflisie, a następnie Nikołajewską Szkołę Inżynieryjną. Służył w 14 batalionie saperów. W 1909 ukończył Nikołajewską Akademię Sztabu Generalnego, po czym został starszym adiutantem w sztabie 4 syberyjskiej dywizji strzeleckiej. Od grudnia 1912 r. był ober-oficerem do specjalnych poruczeń przy sztabie III kaukaskiego korpusu armijnego. 
Brał udział w I wojnie światowej. 17 marca 1915 r. został p.o. szefa sztabu 7 dywizji piechoty, zaś w czerwcu tego roku – p.o. szefa sztabu 24 dywizji piechoty. 6 grudnia awansował do stopnia pułkownika. W 1916 r. został ranny. Od lutego 1917 r. dowodził 150 tamańskim pułkiem piechoty, zaś od marca tego roku – 149 czernomorskim pułkiem piechoty. We wrześniu zachorował i wyjechał nad rzekę Terek. W 1918 r. przystąpił do białych. Współuczestniczył w formowaniu oddziałów wojskowych Kozaków terskich walczących na północnym Kaukazie z bolszewikami. Od czerwca do listopada tego roku pełnił funkcję ich szefa sztabu. Następnie zajmował różne funkcje sztabowe w III korpusie armijnym. Na pocz. 1919 r. objął dowodzenie 2 brygady piechoty Kozaków terskich. Awansował na generała majora. W 1920 r. został szefem sztabu wojskowego Wojska Kozaków terskich. Na emigracji zamieszkał w Serbii, a następnie przeniósł się do Paryża. W okresie II wojny światowej podjął współpracę z Niemcami. Służył w Rosyjskim Korpusie Ochronnym. Po zakończeniu wojny powrócił do Francji, gdzie zmarł 22 lutego 1955 r.